# Лосано, Адриан
Адриа́н Лоса́но Магалья́нес (исп. Adrián Lozano Magallanes; родился 8 мая 1999 года в Торреоне, Мексика) — мексиканский футболист, полузащитник клуба «Сантос Лагуна», выступающий на правах аренды за клуб «Коррекаминос».

## Клубная карьера
Лосано — воспитанник клуба «Сантос Лагуна» из своего родного города. 22 июля 2019 года в матче против «Гвадалахары» он дебютировал в мексиканской Примере. 29 июля в поединке против «Хуарес» Адриан забил свой первый гол за «Сантос Лагуна».

## Международная карьера
В 2018 году в составе молодёжной сборной Мексики Лосано принял участие в Молодёжном кубке КОНКАКАФ. На турнире он сыграл в матчах против Никарагуа, Ямайка, Гренада, Арубы. В поединке против никарагуанцев Адриан забил гол.
В том же году Лосано принял участие в молодёжном чемпионате мира в Польше. На турнире но сыграл в матчах против команд Японии и Эквадора.